# Helmut Koitzsch
Helmut Koitzsch (* 2. März 1924; † 17. Dezember 2003 in Halle (Saale)) war ein deutscher Fußballspieler. In Leipzig und Halle (Saale) spielte er in der DDR-Oberliga, der höchsten Liga im DDR-Fußball.

## Sportliche Laufbahn
1952 wurde der 28-jährige Helmut Koitzsch mit der Betriebssportgemeinschaft (BSG) Motor Ammendorf Staffelsieger in der viertklassigen Bezirksklasse Sachsen-Anhalt. Im entscheidenden Spiel um den Aufstieg in die neue drittklassige Bezirksliga schoss Koitzsch beim 3:0-Sieg über Chemie Schkopau zwei Tore. Nach der ersten Hälfte der Saison 1952/53 bei Motor Ammendorf wechselte Koitzsch zur Spitzengemeinschaft der Sportvereinigung Chemie, dem Oberligisten BSG Chemie Leipzig. Dort hatte in der Winterpause der SK Vorwärts Leipzig mehrere Spieler abgeworben, darunter fünf Stürmer. Damit war die BSG Chemie gezwungen, Ersatz bei unterklassigen Gemeinschaften zu suchen. Unter den neuen Spielern war auch Helmut Koitzsch. Er übernahm die Position des abgeworbenen Linksaußenstürmers Gerhard Helbig, absolvierte als solcher 16 der verbliebenen 18 Oberligaspiele und erzielte dabei vier Tore. Zur Saison 1953/54 kehrte Koitzsch zunächst zu Motor Ammendorf zurück. In einem Freundschaftsspiel am 10. September in Heidenau geriet Koitzsch im Zusammenhang mit einem Foulspiel eines Ammendorfer Spielers in einen ausgedehnten Skandal, in dessen Folge er schließlich bis zum 13. Oktober 1954 gesperrt wurde.
Nach einer Reduzierung der Sperre wechselte Koitzsch zum Oberligisten Turbine Halle, durfte dort aber bis zum Ende der Saison nur in der Reservemannschaft spielen. Zu Beginn der Spielzeit 1954/55 wurde er wieder in das Oberligakollektiv aufgenommen, das nun dem neu gegründeten SC Chemie Halle angehörte. Trainer Gerhard Gläser setzte Koitzsch erstmals am 2. Spieltag ein und ließ ihn über die gesamte Spieldauer als halblinken Stürmer spielen. Danach setzte er ihn in den folgenden beiden Punktspielen nur noch als Einwechselspieler in der 67. bzw. 62. Minute ein. Nach seinem dritten Einsatz für den SC Chemie war die Oberligakarriere von Koitzsch beendet.
Bis Ende Dezember 1955 spielte Koitzsch noch beim Bezirksligisten Empor Halle und kehrte danach wieder zu Motor Ammendorf zurück. Dort blieb er noch bis 1959 in der Bezirksliga aktiv.